# Opalenica (gmina)
Pour les articles homonymes, voir Opalenica (homonymie).
Opalenica est une gmina mixte du powiat de Nowy Tomyśl, Grande-Pologne, dans le centre-ouest de la Pologne. Son siège est la ville d'Opalenica, qui se situe environ 20 km à l'est de Nowy Tomyśl et 36 km à l'ouest de la capitale régionale Poznań.
La gmina couvre une superficie de 147,69 km2 pour une population de 15 588 habitants.

## Géographie

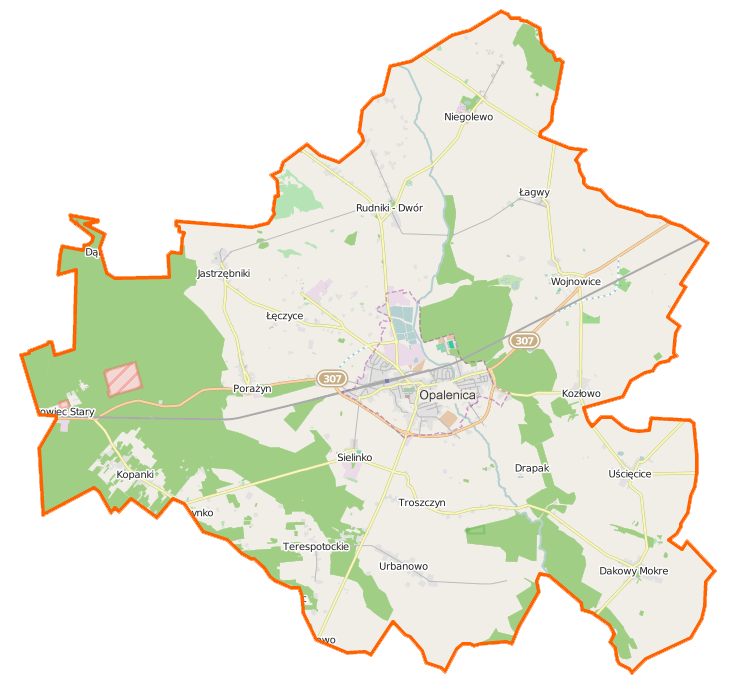
Plan de la gmina.

Outre la ville d'Opalenica, la gmina inclut les villages de:
- Dakowy Mokre
- Jastrzębniki
- Kopanki
- Kozłowo
- Łagwy
- Łęczyce
- Niegolewo
- Porażyn
- Porażyn-Dworzec
- Rudniki
- Sielinko
- Terespotockie
- Troszczyn
- Urbanowo
- Uścięcice
- Wojnowice

### Gminy voisines
La gmina d'Opalenica est bordée des gminy de :
- Buk
- Duszniki
- Granowo
- Grodzisk Wielkopolski
- Kuślin
- Nowy Tomyśl

## Structure du terrain
D'après les données de 2002, la superficie de la commune d'Opalenica est de 147,69 km², répartis comme tel :
- terres agricoles : 67 %
- forêts : 25 %

La commune représente 14,6 % de la superficie du powiat.

## Démographie
Données du 30 juin 2004 :
| Description        | Total  | Total | Femmes | Femmes | Hommes | Hommes |
| ------------------ | ------ | ----- | ------ | ------ | ------ | ------ |
| Unité              | Nombre | %     | Nombre | %      | Nombre | %      |
| population         | 15 602 | 100   | 7 913  | 50,7   | 7 689  | 49,3   |
| Densité (hab./km²) | 105,6  | 105,6 | 53,6   | 53,6   | 52,1   | 52,1   |